# Jean-Baptiste Carrier
Jean-Baptiste Carrier (16 de marzo de 1756 - 16 de diciembre de 1794) fue un revolucionario francés conocido por su crueldad con sus enemigos, especialmente con el clero.

## Biografía
Carrier nació en Yolet, un pueblo cercano a Aurillac, en la provincia francesa de Auvernia. Hijo de un granjero de clase media, Jean-Baptiste Carrier y su familia vivían de los ingresos obtenidos de cultivar la tierra de un noble francés. Carrier se educó en una escuela jesuita de su ciudad natal.
Trabajó en un despacho de abogados de París hasta el año 1785, momento en que volvió a Aurillac, contrajo matrimonio, se unió a la guardia nacional y se hizo miembro del Club Jacobino. En 1790 ocupaba un cargo de abogado del estado en la jurisdicción de Aurillac, y en 1792 fue nombrado vicepresidente de la Convención Nacional. Ya por entonces era conocido por ser un miembro influyente del Club de los Cordeliers y de los Jacobinos. 
Fue uno de los comisionados nombrados para Flandes a finales de 1792 por la Convención. Al año siguiente, tomó parte en la creación del Tribunal revolucionario de Nantes. Estando todavía en la etapa moderada de su vida, Carrier se preocupó de que el tribunal ofreciese a los prisioneros un juicio "justo". Votó a favor de la ejecución del rey Luis XVI de Francia, y fue uno de los primeros en ordenar el arresto del duque de Orleans, tomando un papel destacado para derrocar a los Girondinos el 31 de mayo. Su afiliación Montañesa le dio poder para tomar una postura cada vez más violenta.
Tras una misión en Normandía, Carrier fue enviado a comienzos de octubre del año 1793 a Nantes, con órdenes de reprimir la revuelta de los antirrevolucionarios. Estableció un tribunal revolucionario y formó la denominada Legión de Marat, para lidiar con las masas de gente hacinadas en las cárceles. El tipo de juicio pronto se convirtió en un envío de las víctimas a la guillotina o a su ejecución con armas de fuego o en formas más inhumanas. Carrier inventó una variedad de formas de ejecución extremadamente tortuosas. Puso una gran cantidad de prisioneros atrapados en barcos y los hizo hundir en el Loira. También alineó a cientos de prisioneros en praderas e hizo que la Guardia Nacional les disparase uno a uno. También pudo haber impulsos sexuales en algunas de sus formas de ejecución, hasta el punto de que propuso que fuesen emparejados los chicos y chicas prisioneros jóvenes y fuesen atados desnudos antes de ser ahogados. En general, sus violentas formas utilizadas para suprimir las revueltas contra la Convención le convirtieron en un personaje infame.
Debido a que durante su misión en Normandía su comportamiento fue muy moderado, se ha sugerido que Jean-Baptiste Carrier pudiera haber enloquecido por las atrocidades cometidas por los ejércitos enemigos. Se le ha descrito como "... unos de esos espíritus inferiores y violentos, que en la excitación de las guerras civiles se convirtieron en monstruos de crueldad y extravagancia."
Dado que las acciones violentas de Carrier continuaron, muchos franceses comenzaron a cuestionar sus verdaderos motivos. Fue llamado por la Convención Nacional el 8 de febrero de 1794, tomó parte en el ataque sobre Robespierre el día noveno del mes thermidor, y fue llevado ante el Tribunal Revolucionario el día 11. El jurado votó unánimemente a favor de la ejecución de Carrier, que murió en la guillotina el 16 de diciembre de 1794.